# Schadonia fecunda
Schadonia fecunda är en lavart som först beskrevs av Theodor 'Thore' Magnus Fries, och fick sitt nu gällande namn av Vezda & Poelt. Schadonia fecunda ingår i släktet Schadonia och familjen Ramalinaceae.  Arten är reproducerande i Sverige. Inga underarter finns listade i Catalogue of Life.